# Hemerobius comorensis
Hemerobius comorensis là một loài côn trùng trong họ Hemerobiidae thuộc bộ Neuroptera. Loài này được Krüger miêu tả năm 1922.